# Franz Untersteller

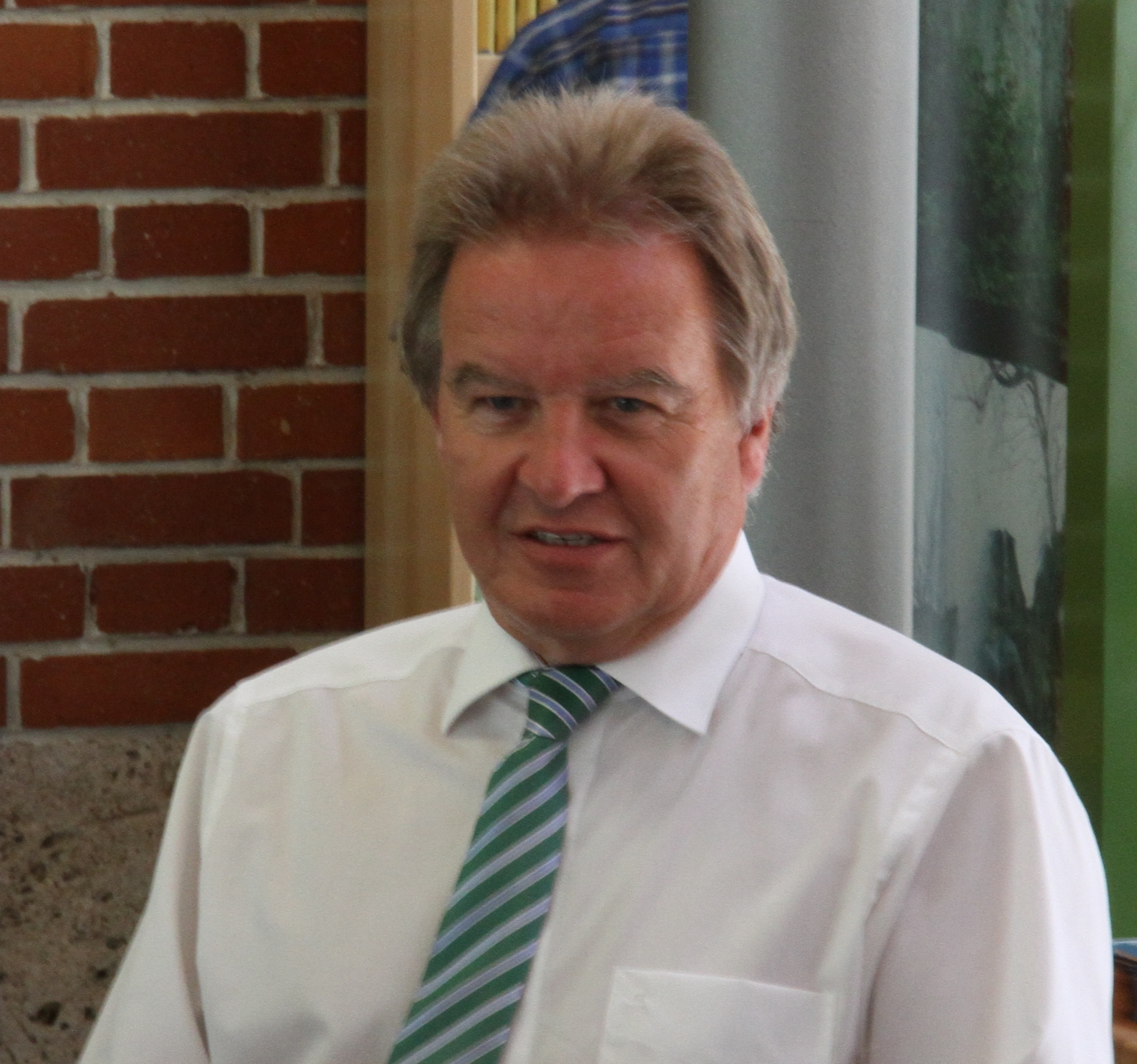
Franz Untersteller (2015)

Franz Untersteller (* 4. April 1957 in Ensheim bei Saarbrücken) ist ein ehemaliger deutscher Politiker (Bündnis 90/Die Grünen). Von 2006 bis 2021 war er Abgeordneter im Landtag von Baden-Württemberg. Er war von 2011 bis 2021 Landesminister für Umwelt, Klima und Energiewirtschaft von Baden-Württemberg.

## Familie, Ausbildung und Beruf

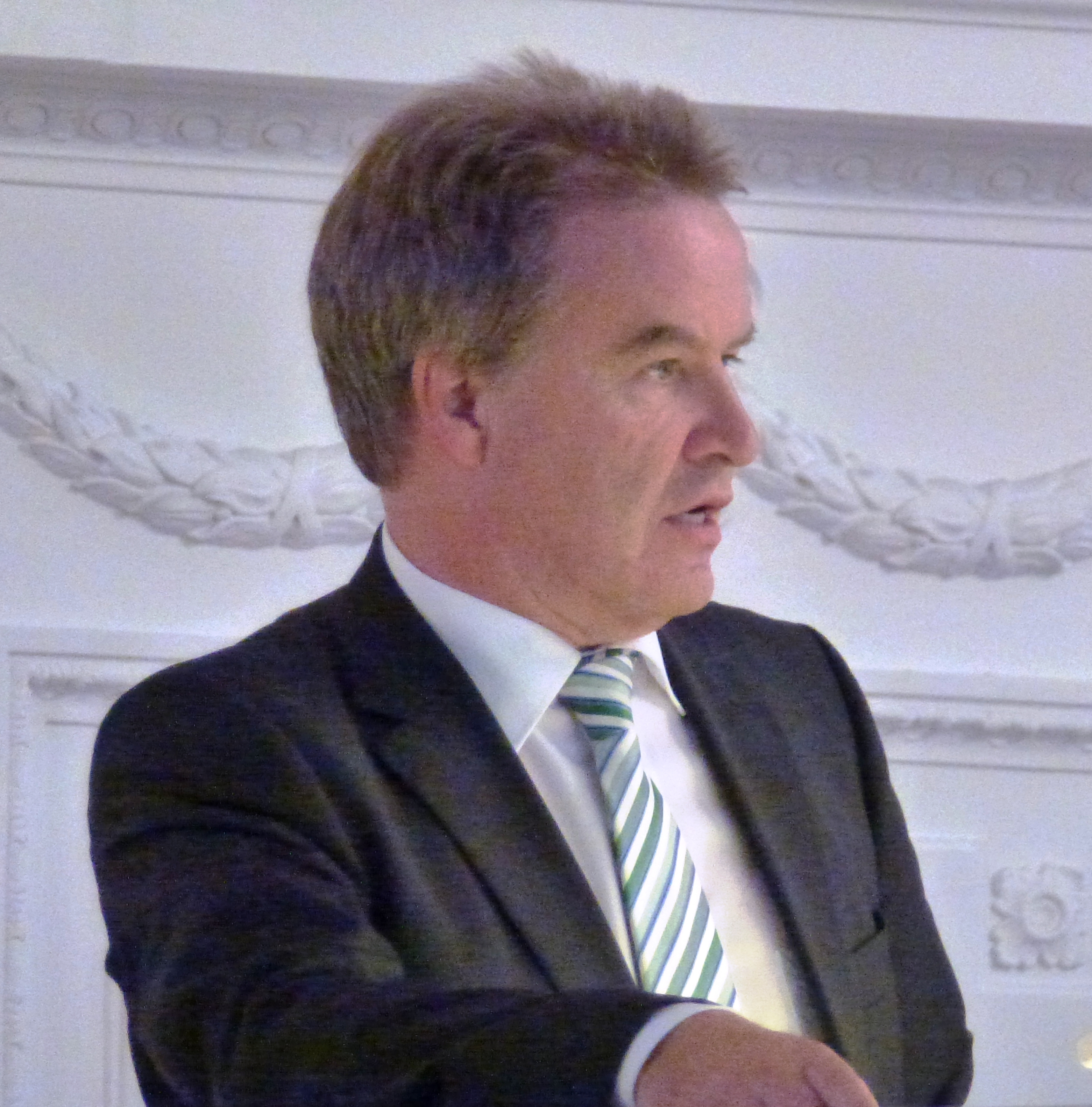
Franz Untersteller 2011

Untersteller verbrachte seine ersten zwanzig Lebensjahre im Saarland. Nach Abschluss seines Landschaftsarchitekturstudiums an der FH Nürtingen und einem längeren Studienaufenthalt in Kolumbien war er zunächst als Mitarbeiter des Öko-Instituts in Freiburg tätig. Seit 2022 ist Untersteller als Berater beim Mannheimer Energieversorger MVV tätig.
Untersteller ist verheiratet und hat zwei Kinder.

## Politische Laufbahn
Ab Mitte der 1980er Jahre war er als Parlamentarischer Berater für die Bereiche Umwelt- und Energiepolitik – sowie ab 2002 zusätzlich für Agrarpolitik – in der Landtagsfraktion der Grünen zuständig. In dieser Zeit hat er den umweltpolitischen Kurs der baden-württembergischen Grünen entscheidend mitgeprägt. Von 2002 bis Mai 2011 war er Vorstandsmitglied des Öko-Instituts.
Bei der Landtagswahl in Baden-Württemberg 2006 wurde er über ein Zweitmandat im Wahlkreis Bietigheim-Bissingen zum Mitglied des Landtags von Baden-Württemberg gewählt. Für die Landtagsfraktion der Grünen fungierte er als deren energiepolitischer Sprecher. Von Dezember 2006 bis 2011 war er zugleich stellvertretender Fraktionsvorsitzender.
Untersteller erzielte bei der Landtagswahl 2011 in seinem neuen Wahlkreis Stuttgart III 28,04 Prozent der Stimmen und zog erneut über ein Zweitmandat in den Landtag ein.
2019 übernahm Untersteller in Kooperation mit der Internationalen Gesellschaft für Menschenrechte eine politische Patenschaft für die inhaftierte iranische Biologin Niloufar Bayani.

### Landesminister für Energiewirtschaft (2011–2021)
Am 12. Mai 2011 wurde Untersteller als Mitglied im Kabinett Kretschmann I als neuer Minister für Umwelt, Klima und Energiewirtschaft von Baden-Württemberg vereidigt. Bei einem Treffen 2014 mit dem kalifornischen Gouverneur Jerry Brown initiierte er die internationale Klimaschutzinitiative Under2 MOU, welche 2015 unterzeichnet wurde.
Von 2014 bis 2016 war er als Mitglied der Landesregierung auch Ordentliches Kommissionsmitglied in der Kommission Lagerung hoch radioaktiver Abfallstoffe (Endlagerkommission) gemäß § 3 Standortauswahlgesetz.
Bei der Landtagswahl 2016 errang er erstmals das Direktmandat des Wahlkreises Stuttgart III. Auch im Kabinett Kretschmann II blieb er weiterhin Umweltminister.
Bei der Landtagswahl 2021 kandidierte er nicht mehr und zog sich anschließend aus der Politik zurück.

### Politische Positionen und Ergebnisse
Bei Inbetriebnahme des Blocks 9 eines Mannheimer Kohlekraftwerks mit 911 MW im Jahr 2015 erklärte Untersteller, dieser trage zum Gelingen der Energiewende bei.
Die EEG-Förderung für die Errichtung von Solar-Freiflächenanlagen auf bestimmten Acker- und Grünlandflächen in Baden-Württemberg wurde 2017 auf 100 MW beschränkt, dies lag in Unterstellers Verantwortungsbereich.
Untersteller wollte „den Strompreis in Deutschland deutlich senken und stattdessen CO2-intensive Energieträger teurer machen“ und damit ungeachtet des (2019) knapp hälftigen Anteils fossiler Energien in der Stromerzeugung eine teilweise Rücknahme des Gesetzes zum Einstieg in die ökologische Steuerreform vom 24. März 1999 erreichen. Gleichzeitig „müsste der Liter Benzin bis zu 14 Cent teurer werden“.
Ungeachtet des „schlechten Wirkungsgrades der Brennstoffzelle im Vergleich zu einer Batterie“ meinte Untersteller: „Wir werden beides brauchen, Batterie und Brennstoffzelle“, und forderte, dass „Wasserstoff- und Brennstoffzellentechnologien mit einer noch aktiveren und intensiveren Unterstützung künftig stärker vorangetrieben werden“.
Untersteller setzte sich für ein generelles Tempolimit von 130 km/h auf Autobahnen ein. Nachdem er Ende November 2020 auf einem Autobahnabschnitt, für den eine Tempobegrenzung auf 120 km/h gilt, mit einer Geschwindigkeit von 177 km/h von der Polizei gestoppt wurde, kam es zu Rücktrittsforderungen der Opposition im baden-württembergischen Landtag.

## Mitgliedschaften
- Bis 2021 Vorsitzender des Verwaltungsrats der Landesanstalt für Umwelt, Messungen und Naturschutz[16][17]
- Mitglied des Beirats der Bundesnetzagentur
- 2003 bis März 2011 Mitglied des Vorstands des Öko-Instituts e. V.

## Sport
Franz Untersteller ist aktiver Tischtennisspieler in der 2. Mannschaft des TTF Neckarhausen aus Nürtingen.